# ジェレミ・ガヴァノン
ジェレミ・ガヴァノン（Jérémy Gavanon 、1983年9月20日 - ）は、フランス・マルセイユ出身の元サッカー選手。現役時代のポジションはゴールキーパー。
兄のベンジャミンはASナンシーに所属している。

## 経歴
兄と同じくオリンピック・マルセイユでプレーをし、2003-2004シーズンにファビアン・バルテズの長期出場停止を機にレギュラーの座をつかむ。2005年は経験を積むためにクレルモン・フットにレンタルされ、1年間ゴールマウスを守るが、クラブはフランス全国選手権に降格してしまう。マルセイユではセドリック・カラッソの台頭もあり、FCソショーに完全移籍するも、正GKテディ・リシェールの控えとしてベンチ生活が続く。2009年契約切れを機にマルセイユ時代の指導者アルバート・エモンが新監督に就任したASカンヌに移籍した。

## 代表歴
エスポワールではUEFA U-21欧州選手権予選終盤までレギュラーとしてプレーするも、終盤から本戦はスティーヴ・マンダンダの控えとしてベンチに座る。2004年のトゥーロン国際大会では最優秀ゴールキーパーに選ばれている。

## タイトル
| シーズン  | チーム     | タイトル         |
| --------- | ---------- | ---------------- |
| 2006-2007 | FCソショー | フランス・カップ |